# Миргородский полк
Ми́ргородский полк (укр. Миргородський полк) — военно-административная единица Гетманщины со столицей в Миргороде. Полк был основан в 1625 году.

## История
Территория Миргородского полка стала заселяться в первой четверти XVII века и уже в 1625 году был образован казачий полк с полковым центром в Лубнах. Полк должен был защищать владения рода князей Вишневецких на Левобережной Украине от крымских набегов. В 1638 году полк расформировали, а сотни включили в состав Чигиринского и Переяславского полков. В начале восстания Хмельницкого в 1648 году полк был восстановлен восставшими казаками. 16 октября 1649 года, после Зборовского договора, полк получил официальный статус в Речи Посполитой. По реестру 1649 года в полку было 16 сотен. В 1654 году, после Переяславской рады, по присяжным спискам в полку присягнуло 4792 человека.
В 1723 году в полку было 15 сотен, в которых состояло 454 пеших и 4386 конных казаков. В 1782 году Миргородский полк был распущен, а его территории вошли в состав Киевского наместничества.

## Полковники
Полковники Миргородского полка:
1. Лесницкий, Григорий Софоньевич (1648—1649).
2. Гладкий, Матвей Иванович (1649—1652).
3. Лесницкий, Григорий Софоньевич (1651; 1653—1658) повторно.
4. Гладкий, Кирилл — наказной полковник в 1650 и 1651.
5. Радченко, Михаил — наказной полковник в 1651.
6. Иванов, Матвей — наказной полковник в 1654.
7. Довгаль, Степан (1658; 1659).
8. Козел, Олесь (1658).
9. Лесницкий, Григорий Софоньевич (1659) повторно.
10. Апостол, Павел Ефремович (1659—1660; 1662—1663; 1664; 1672—1676; 1676—1678).
11. Андреев, Кирилл (1660).
12. Блаш, Гаврило (1660).
13. Лесницкий, Григорий Софоньевич (1660) повторно.
14. Король Иван Григорьевич (1661)[1].
15. Животовский, Павел Трофимович (1661—1662).
16. Гладкий, Григорий Матвеевич — наказной полковник в 1662; полковник в 1669—1670 и 1676.
17. Постоленко, Демьян Иванович (1664—1666).
18. Постоленко, Григорий (1666—1668).
19. Кияшко, Михаил Михнович (1670—1671).
20. Дубяга, Иван (1672).
21. Апостол, Даниил Павлович (1683—1727).
22. Остроградский, Матвей Иванович — наказной полковник в 1722 и 1730.
23. Шемет — наказной полковник в 1724.
24. Родзянко, Василий — наказной полковник в 1724—1725.
25. Апостол, Павел Данилович (1727—1736).
26. Троцкий, Яким Петрович — наказной полковник в 1723, полковник в 1751—1752.
27. Галаган, Семён Иванович — наказной полковник в 1736.
28. Капнист, Василий Петрович — наказной полковник в 1741.
29. Гамалия, Иван Андреевич — наказной полковник в 1750.
30. Капнист, Василий Петрович — (1737—1757).
31. Остроградский, Фёдор Матвеевич (1752—1768).
32. Безбородко, Александр Андреевич (1768—1773).
33. Занковский, Фёдор Григорьевич (1774—1782).
34. Мартос, Андрей Яковлевич — наказной полковник в 1775.